# Love and the Law (film 1913 Reid)
Love and the Law è un cortometraggio muto del 1913 scritto, diretto e interpretato da Wallace Reid

## Produzione
Il film fu prodotto dall'American Film Manufacturing Company.

## Distribuzione
Distribuito dalla Mutual Film, il film - un cortometraggio in una bobina - uscì nelle sale cinematografiche USA il 2 gennaio 1913 e nel Regno Unito il 1º marzo 1913.